# Ready Go! (田村直美の曲)
「Ready Go!」（レディー・ゴー）は、田村直美の22枚目のシングル。2002年3月29日にピカチュウレコードから発売された。

## 概要
- 前作「Realize」から約6ヶ月ぶりのリリース。
- 表題曲「Ready Go！」は、テレビアニメ『ポケットモンスター』の5代目オープニングテーマ、カップリング曲の「新たなる誓い (acoustic ver.)」、「新たなる誓い」はそれぞれテレビアニメ『ポケットモンスタークリスタル ライコウ雷の伝説』のオープニングテーマ、エンディングテーマとして使用された。田村はその後も、次シリーズ『ポケットモンスター アドバンスジェネレーション』4代目エンディングテーマ曲である「いっぱいサマー!!」をヒマワリ合唱団とのデュエットで歌っている。
- カップリング曲の「ポケッターリ モンスターリ」は、可名が歌を担当しており、映画『ピカピカ星空キャンプ』及び同アニメの13代目エンディングテーマとして使用された。
- CDジャケットには、サトシ、ピカチュウ、ベイリーフ、ワニノコ、ヒノアラシ、ヨルノズク、ゴマゾウが描かれている。

## 収録曲
1. Ready Go! [4:53]
歌：田村直美
作詞：田村直美・川村久仁美、作曲・編曲：たなかひろかず
2. ポケッターリ モンスターリ [3:26]
歌：可名
作詞：戸田昭吾、作曲・編曲：たなかひろかず、振付：蔦美代子
3. 新たなる誓い (acoustic ver.) [1:39]
歌：田村直美
作詞：戸田昭吾、作曲・編曲：たなかひろかず
4. 新たなる誓い [3:10]
歌：田村直美
作詞：戸田昭吾、作曲・編曲：たなかひろかず
5. Ready Go!（オリジナルカラオケ） [4:53]
6. ポケッターリ モンスターリ（オリジナルカラオケ） [3:28]
7. 新たなる誓い（オリジナルカラオケ） [3:06]

## 楽曲解説
1. Ready Go!
テレビアニメ『ポケットモンスター』第239話から第274話まで使用され、初代ポケットモンスターシリーズ（無印編）最後のオープニング主題歌。オープニングアニメーションでは、伝説のポケモン（サンダー、ルギア、セレビィなど）が当時出ていた種類のぶんだけ登場し、それぞれに名前のテロップが振ってある（第4期OPアニメの時も登場したポケモンに同じように名前が振ってあった）。
2. ポケッターリ モンスターリ
「Ready Go!」と同じ期間流れ初代ポケットモンスターシリーズ（無印編）最後のエンディング主題歌。様々な種類がいて同じものは一つもいないポケモンたちのことを歌った曲である。エンディングアニメーションではピカチュウだけでなく、珍しくイノムーやマダツボミといったポケモンが登場し、曲の終盤で踊っている。踊りの振付はジャズダンスなどの振り付け師・蔦美代子が手がけている。
映画『ピカピカ星空キャンプ』ではフルサイズで使用され、映画に登場したポケモン達がTV版同様に踊っている。
3. 新たなる誓い
テレビアニメ『ポケットモンスター』の番外編作品『ポケットモンスタークリスタル ライコウ雷の伝説』の主題歌。原曲はエンディングに使用されており、オープニングではEDとは違いアレンジが施されている。なお、この番外編作品にはサトシなどの本編キャラはウツギ博士を除き一切登場しない。その為、歌詞は本作主人公ケンタの気持ちが描かれており、同時にケンタのパートナーであるバクフーンをイメージさせるような「炎」といった単語も含まれている。

## タイアップ
| 曲名                         | タイアップ                                                                                            |
| ---------------------------- | --- |
| Ready Go!                    | テレビアニメ『ポケットモンスター』5代目オープニングテーマ                                             |
| ポケッターリ モンスターリ    | テレビアニメ『ポケットモンスター』13代目エンディングテーマ 『ピカピカ星空キャンプ』エンディングテーマ |
| 新たなる誓い (acoustic ver.) | テレビアニメ『ポケットモンスタークリスタル ライコウ雷の伝説』オープニングテーマ                       |
| 新たなる誓い                 | テレビアニメ『ポケットモンスタークリスタル ライコウ雷の伝説』エンディングテーマ                       |

## 収録作品
| 楽曲                      | 発売日        | タイトル                                                                       | 備考                                                             |
| ------------------------- | ------------- | ------------------------------------------------------------------------------ | ---------------------------------------------------------------- |
| Ready Go!                 | 2003年4月23日 | アニメポケットモンスター TVアニメ主題歌ソング集 パーフェクトベスト 1997 - 2003 | テレビアニメ『ポケットモンスター』のコンピレーション・アルバム。 |
| ポケッターリ モンスターリ | 2003年4月23日 | アニメポケットモンスター TVアニメ主題歌ソング集 パーフェクトベスト 1997 - 2003 | テレビアニメ『ポケットモンスター』のコンピレーション・アルバム。 |

| 1番 | 1番        | → | 間奏B | 間奏B      | → | 2番・間奏A | 2番・間奏A | → | 間奏B | 間奏B      | → | 後半 | 後半       |
|     | ニ長調 (D) | → |       | ホ長調 (E) | → |            | ニ長調 (D) | → |       | ホ長調 (E) | → |      | ニ長調 (D) |

|  | イ長調 (A) |

| テレビアニメ『ポケットモンスター』オープニングテーマ 2002年3月7日 - 2002年11月14日 |                                    |         |
| 前作: Whiteberry 「めざせポケモンマスター」                                        | 田村直美 「Ready Go!」             | 次作: - |
| テレビアニメ『ポケットモンスター』エンディングテーマ 2002年3月7日 - 2002年11月14日 |                                    |         |
| 前作: ムサシ、コジロウ、ニャース 「前向きロケット団!」                             | 可名 「ポケッターリ モンスターリ」 | 次作: - |